# Julius Børgesen
Julius Børgesen  er tidligere talsmand for det højreekstreme netværk Dansk Front. Han blev i maj 2006 varetægtsfængslet, sigtet for at have opfordret til brandattentat på indenrigsminister Lars Løkke Rasmussen. Han blev, efter Ekstra Bladets afsløring af fængslingen, frataget posten som talsmand. Han beskyldes for at kaste med flasker mod politiet, og har deltaget i demonstrationer sammen med erklærede nynazister. 
Julius Børgesen blev løsladt 10. oktober 2006 og blev 14. oktober 2006 smidt ud fra Dansk Front. Han har 13. december 2006 startet Frie Danske nationalister. Han blev 27. februar 2007 idømt 8 måneders fængsel for på en venstreorienteret hjemmeside at have skrevet, at det kunne være en god ide, hvis man brændte indenrigsministerens bopæl af.

## Ekstern henvisning
1. 1 2  Otte måneder for at opfordre til attentat dr.dk 27. februar2007
2. ↑  Dansk Front ekskluderer talsmand (Webside ikke længere tilgængelig) 16. oktober 2006 på nordjyske.dk